# Landtagswahl im Volksstaat Hessen 1931
Die Landtagswahl im Volksstaat Hessen 1931 war die fünfte Wahl im Volksstaat Hessen zum Landtag des Volksstaates Hessen. Sie fand am 15. November 1931 statt und führte durch den Wahlsieg der NSDAP zu einer Verlust der Mehrheit der Regierungskoalition. Da die Wahl später für ungültig erklärt wurde, kam es zur Landtagswahl am 19. Juni 1932.

## Ausgangssituation
Die Verfassung des Volksstaates Hessen sah eine Legislaturperiode von drei Jahren vor. Am 28. März 1930 beschloss der Landtag eine Reihe von Verfassungsänderungen, die mit Kostenersparnissen begründet wurden (Hintergrund war die Austeritätspolitik in der Weltwirtschaftskrise). Die Legislaturperiode wurde von drei auf vier Jahre verlängert. Dadurch sollen Reichs- und Landtagswahlen künftig am gleichen Tag erfolgen. Daneben wurde ein Selbstauflösungsrecht des Landtags beschlossen. Hierzu war (genauso wie für Verfassungsänderungen) eine Mehrheit von zwei Dritteln der Stimmen notwendig. Die Zahl der (bisher 70) Abgeordneten soll in einem gesonderten Wahlgesetz geregelt werden. Mit Beschluss vom 13. Mai 1930 wurde diese Regelung auch auf die laufende Legislaturperiode ausgeweitet und die reguläre Neuwahl des Landtags damit von November 1930 auf November 1931 verschoben.
Die Weltwirtschaftskrise führte 1930 zu einer Krise der Demokratie. Bei der Reichstagswahl 1930 erhielt die NSDAP 18,3 % (plus 15,5 Prozentpunkte) und die KPD 13,1 % (plus 2,5 Prozentpunkte). Die SPD (24,5 %, minus 5,3 Prozentpunkte) und andere demokratische Parteien mussten deutliche Verluste hinnehmen. Die gleiche Tendenz hatte sich bei den Landtagswahlen in Sachsen und Braunschweig 1930 gezeigt.
Bei der Bremischen Bürgerschaftswahl am 30. November 1930 erreichte die NSDAP 25,40 %, bei den Landtags- bzw. Bürgerschaftswahlen 1931 waren es immer mehr als 25 %.
Die NSDAP führte ihren Wahlkampf in Hessen offensiv. Es wurden eine Vielzahl von Wahlkundgebungen durchgeführt, bei denen auch Hitler und Goebels auftraten. Sie präsentierten sich mit dem Wahlslogan „Fort mit dem hessischen Landtag“ antiparlamentarisch und plakatierten „Hessen erwache!“, als Adaption von Deutschland erwache.

## Wahlergebnis
| Gegenstand der Nachweisung                     | Stimmen | Stimmen | Sitze | ±   |
| Gegenstand der Nachweisung                     | Anzahl  | in %    | Sitze | ±   |
| ---------------------------------------------- | ------- | ------- | ----- | --- |
| Wahlberechtigte                                | 963.960 | 100,0   |       |     |
| Wähler                                         | 793.306 | 82,3    |       |     |
| Ungültige Stimmen                              | 8.002   | 1,0     |       |     |
| Gültige Stimmen                                | 785.304 | 100,0   | 70    | 0   |
| davon                                          |         |         |       |     |
| Nationalsozialistische Deutsche Arbeiterpartei | 291.183 | 37,1    | 27    | +27 |
| Sozialdemokratische Partei Deutschlands        | 168.101 | 21,4    | 15    | −9  |
| Zentrum                                        | 112.444 | 14,3    | 10    | −3  |
| Kommunistische Partei Deutschlands             | 106.790 | 13,6    | 10    | +4  |
| Hessisches Landvolk                            | 20.763  | 2,6     | 2     | −7  |
| Deutsche Volkspartei                           | 18.324  | 2,3     | 1     | −6  |
| Christlich-Sozialer Volksdienst                | 16.714  | 2,1     | 1     | +1  |
| Kommunistische Partei-Opposition               | 14.938  | 1,9     | 1     | +1  |
| Deutschnationale Volkspartei                   | 10.857  | 1,4     | 1     | −2  |
| Deutsche Staatspartei                          | 10.822  | 1,4     | 1     | −4  |
| Sozialistische Arbeiterpartei Deutschlands     | 8.170   | 1,0     | 1     | +1  |
| Radikaldemokratische Partei                    | 4.613   | 0,6     | –     | –   |
| Volksrechtpartei                               | 1.585   | 0,2     | –     | –   |

Für die gewählten Abgeordneten siehe die Liste der Mitglieder des Landtages (Volksstaat Hessen) (5. Wahlperiode).

## Folgen
Der Erdrutschsieg der NSDAP und der Erfolg der KPD führte dazu, dass die demokratischen Parteien zusammen keine Mehrheit im Parlament mehr hatten. Die Strategie der NSDAP, auf legalem Wege an die Macht zu kommen, war insbesondere in Hessen durch das Bekanntwerden der Boxheimer Dokumente beschädigt worden. Sie bemühte sich daher um eine Zusammenarbeit mit dem Zentrum. Bei der Wahl zum Landtagspräsidium stimmte die NSDAP für Heinrich Weckler (Zentrum) als ersten Vizepräsidenten und setzte damit dessen Wahl durch. Nach parlamentarischer Gepflogenheit hätte die SPD als zweitstärkste Fraktion diesen Posten besetzen sollen. Heinrich Delp (SPD) wurde als zweiter Vizepräsident gewählt. Zu einer weiteren Zusammenarbeit kam es aber nicht. Die NSDAP überreichte der Zentrumsfraktion am 8. Dezember 1931 die Forderungen der NSDAP für eine Regierungsbildung mit dem Zentrum in Hessen. Das Zentrum lehnte diese Forderungen ab und war zu einer Zusammenarbeit nicht bereit. Im Ergebnis blieb das Kabinett Adelung geschäftsführend im Amt.

## Ungültigkeit der Wahl
Die Wirtschaftspartei war zur Landtagswahl nicht zugelassen worden. Grund war die Nichtanerkennung von 44 Unterstützungsstimmen. Im Rahmen der Wahlprüfung monierte die Wirtschaftspartei dieses Vorgehen. Am 9. Mai 1932 erklärte der Staatsgerichtshof die Landtagswahl vom 15. November 1931 für ungültig und ordnete eine Neuwahl binnen zweier Monate an. Entsprechend fand die nächste Landtagswahl im Volksstaat Hessen am 19. Juni 1932 statt.